# Fuenteovejuna (pel·lícula)
Fuenteovejuna és una pel·lícula espanyola dirigida per Antonio Fernández-Román i estrenada el 1947, basada en l'obra de teatre homònima de Lope de Vega, el primer cop que fou adaptada al cinema. Per a evitar els envits amb la censura va comptar amb assessors històrics militars, religiosos i d'ambientació. L'adaptació va ser a càrrec de José María Pemán i es van reduir considerablement les escenes de tortures que hi havia a l'obra de Lope i es minimitza l'efecte de revolta del poble contra el tirà. De fet, l'eslogan "Fuenteovejuna, todos a una" no apareix a l'obra de Lope sinó a la pel·lícula.

## Sinopsi
El Comanador del poble de Fuenteovejuna es comporta com un tirà despòtic, i quan pretén la filla de l'alcalde, Laurencia, al·legant el dret de cuixa, ella i el seu promès Frondoso revolten tot el poble i maten el comanador. Finalment aconsegueixen el perdó reial.

## Repartiment
- Amparo Rivelles - Laurencia
- Manuel Luna - Comanador
- Fernando Rey - Frondoso
- Manuel Kayser - Esteban
- Tony Leblanc - Mengo

## Premis
Tercera edició de les Medalles del Cercle d'Escriptors Cinematogràfics
| Categoria     | Nominats        | Resultat   |
| ------------- | --------------- | ---------- |
| Millor actriu | Amparo Rivelles | Guanyadora |